# Massif du Sud
Le massif du Sud, situé dans Bellechasse et Les Etchemins, est un élément orographique important de la chaîne de montagnes des Appalaches. Le mont Saint-Magloire et le mont du Midi en font partie.

## Géographie
Plusieurs sommets du massif atteignent 900 mètres d'altitude.

## Tourisme

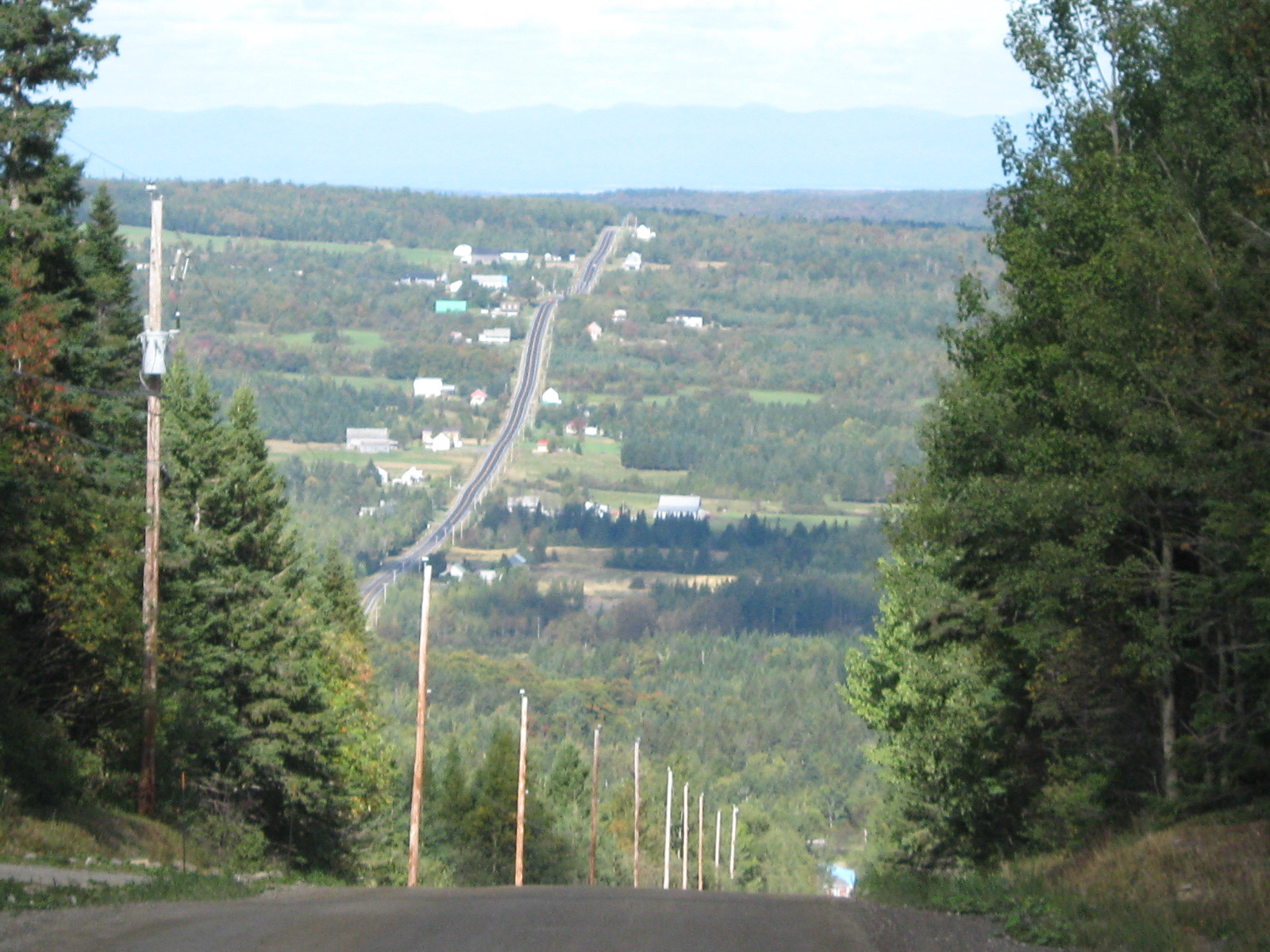
Vue du massif du Sud.

Le parc régional du Massif-du-Sud est au cœur de ce massif et la station touristique Massif du Sud en fait aussi partie.